# Blastobasis plummerella
Blastobasis plummerella é uma espécie de mariposa do gênero Blastobasis pertencente à família Coleophoridae.